# Ella Anderson
Ella Anderson (Ypsilanti, 26 maart 2005) is een Amerikaanse actrice. Ze speelde onder meer Piper Hart in de Nickelodeon-serie Henry Danger en Rachel Rawlings in de filmkomedie The Boss.

## Carrière
Anderson begon als kinderactrice toen ze vijf jaar oud was, in 2011 was ze voor het eerst te zien als Hazel in de Disney Channel-serie A.N.T. Farm. Zo verscheen ze ook in een aflevering van Raising Hope, waarin ze een klein meisje speelt die een naald in haar hand kreeg. Verder speelde ze in gastrollen in Dog with a blog (als Darcy Stewart) en Liv and Maddie (als Jenny Peeke). In 2014 speelde zij Mitzy in de Nickelodeon-special A Fairly Odd Summer. Van 2014-2020 speelde zij in de serie Henry Danger een van de hoofdrollen, die van Piper Hart, het jonge zusje van Henry. In 2015 maakte Anderson haar filmdebuut, in Unfinished Business.
Anderson won in 2015, 2016 en 2017 drie keer achter elkaar de Nickelodeon Kids Choice Awards.